# MN 67. Felderítő Zászlóalj
A Magyar Néphadsereg 67. Felderítő Zászlóalj a Magyar Néphadsereg MN 15. Gépesített Lövészhadosztály közvetlen alakulata volt 1964-1987 között.

## Története
Az alakulat 1964. augusztus 14-én alakult meg Nyíregyházán a Damjanich János Laktanyában.
Előbb az 1961-ben létrehozott 5. Hadsereg állományába tartozott a hadosztály, majd 1966-tól a 3. Hadtest állományába tartozott.
Béke állománya 41 fő, mozgósítás és feltöltés után 161 fő volt. A megalakulás évében a zászlóalj egy 3 fős törzzsel, 1 FUG századdal és 1 javító rajjal rendelkezett.
1964-65-ben az "ADRIA" szervezési feladat során elkezdődött a felderítő csapatok ellátása a magyar gyártmányú D-442-es FUG-kal, ill. úszó harckocsikkal (UHK-kal).
Ekkor tájt a felderítő zászlóalj a következőképpen szerveződött:
- Parancsnokság- és Törzs
- FUG-század 3 db FUG szakasz (10 db) és 1 db oldalkocsis motorkerékpár szakasz (12 db)
- UHK-század 2 db szakasz (5 db UHK)
- Mélységi ejtőernyős felderítő század
- Híradó szakasz
- Kiszolgáló alegységek: szállító, ellátó, javító raj, zászlóalj ellátóhely.

1969-ben a MÁTRA mozgósítási és összekovácsolási gyakorlat során az alakulatot mozgósították, és feltöltötték.
A következő évek során többször sor került effajta gyakorlatokra, mert a hosszabb készenlétű alakulatok (M+30 nap) csak 19%-os feltöltöttséggel rendelkeztek béke időben.
Fontos megjegyezni, hogy megszüntették a csapat- és mélységi felderítő századokban a szakasz szerveződési szintet.
1986-87-ben a "BAKONY" középtávú fejlesztési terv részeként annak második üteme volt a sokat emlegetett ún. RUBIN-feladat. A hadsereg-hadosztály-ezred-zászlóalj szervezetet felváltotta a hadsereg-hadtest-dandár-zászlóalj szervezet.
Ennek eredményeképpen megszűnt a MN 15. Gépesített Lövészhadosztály. A megszűnő hadosztályok alakulataik egy részét felszámolták vagy beolvasztották más alakulatokba.
A felszámolásra ítélt 67. Felderítő Zászlóalj állománya és technikai eszközeinek nagy része az egri 24. Felderítő Zászlóaljhoz került.